# Insigniti dell'Ordine supremo della Santissima Annunziata nel XIX secolo

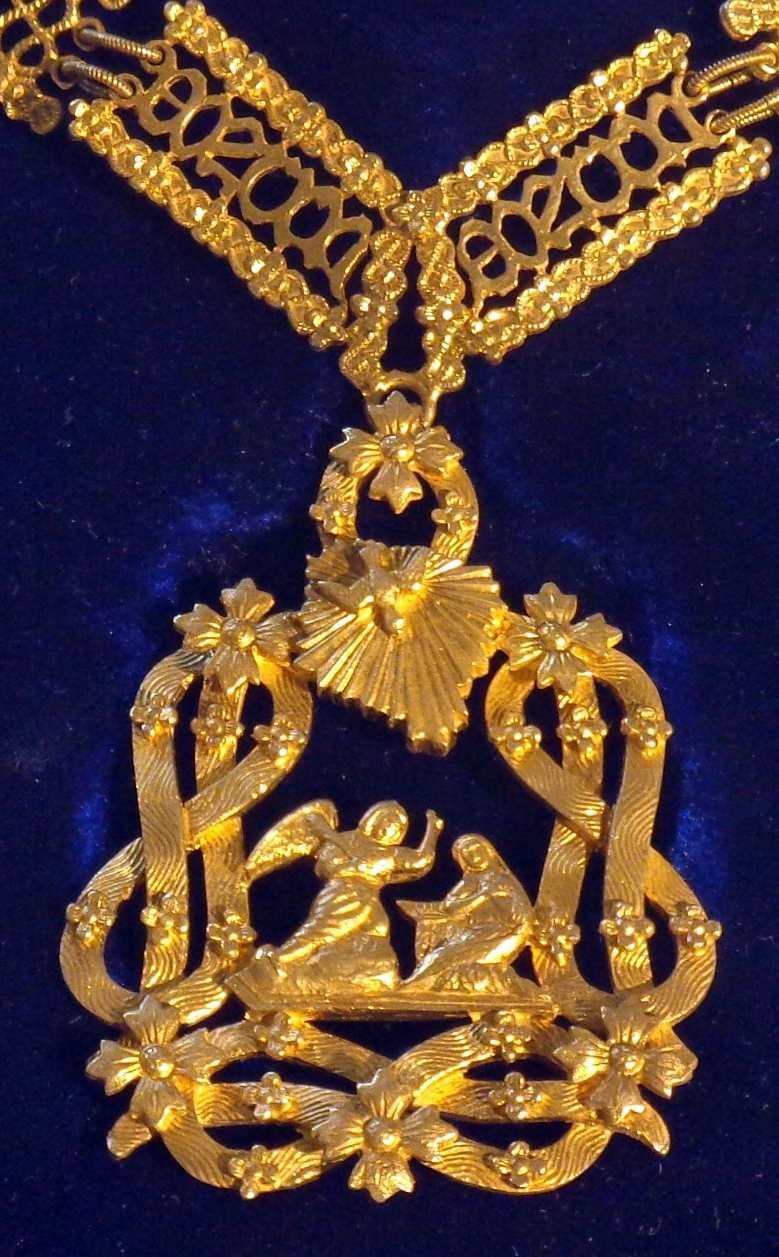
Ordine supremo della Santissima Annunziata

Elenco degli insigniti dell'Ordine supremo della Santissima Annunziata nel XIX secolo.

## Carlo Emanuele IV
Carlo Emanuele IV fu il XX gran maestro dell'Ordine.

### Insigniti
1801
- Carlo Luigi Buronzo del Signore, arcivescovo di Torino

1802
- Andrea Doria Pamphili, principe del Sacro Romano Impero, principe di San Martino
- Filippo Colonna, principe di Castiglione, duca di Paliano

## Vittorio Emanuele I
Vittoria Emanuele I fu il XXII gran maestro dell'Ordine.

### Insigniti
1802
- Filippo San Martino d'Agliè
- Luigi Amat Malliano dei Baroni di Sorso

1812
- Gioacchino Cordero di Roburent

1814
- Enrico Noyel de Bellegarde
- Benedetto Piossasco, cavaliere di None
- Pankraz Vorster, abate di San Gallo
- Costantino, granduca di Russia
- Fëdor Vasil'evič Rostopčin

1815
- Klemens von Metternich
- Karl Philipp Schwarzenberg
- Johann Philipp Karl Joseph von Stadion
- Karl August von Hardenberg
- Karl Vasil'evič Nessel'rode
- Arthur Wellesley, I duca di Wellington
- Johann Maria Philipp Frimont
- Vittorio Della Chiesa di Cinzano e di Roddi
- Francesco Maria Benedetto Amat Manca
- Carlo Bartolomeo Richelmi di Bovile
- Filippo Vibò di Prales
- Giuseppe Thaon di Revel di Sant'Andrea
- Giacomo Pes di Villamarina
- Vittorio Amedeo Giuseppe Seyssel marchese d'Aix
- Giovanni Battista Carrega
- Alessandro di Vallesa

1816
- Edward Pellew, I visconte di Exmouth
- Carlo Alberto di Savoia

1819
- Antonio di Sassonia

1820
- Giuseppe Francesco de Varax Conte di Châtel
- Ignazio Thaon di Revel
- Filippo Antonio Asinari di San Marzano
- Ferdinand von Bubna und Littitz
- Carlo Ludovico di Borbone-Parma

## Carlo Felice
Carlo Felice fu il XXIII gran maestro dell'Ordine.

### Insigniti
1821
- Vittorio Amedeo Sallier della Torre
- Giuseppe Albani
- Giuseppe Ippolito Gerbaix de Sonnaz d'Habères
- Stefano Manca di Tiesi
- Anselmo Doria del Maro
- Gaspare Richelmi di Bovile
- Tommaso Ferrero della Marmora

1822
- Alessandro I di Russia
- Ferdinando I delle Due Sicilie
- Leopoldo di Borbone-Due Sicilie
- Pëtr Michajlovič Volkonskij
- Ettore Veuillet d'Yenne
- Dmitrij Pavlovič Tatiščev

1824
- Francesco I d'Austria
- Luigi Antonio di Borbone

1825
- Teresio Ferrero della Marmora
- Gregorio Roero Sanseverino

1826
- Nicola I di Russia

1828
- Giulio Maria della Somaglia

1829
- Ferdinando di Borbone

1830
- Giovanni Battista Cagnol de la Chambre
- Carlo Luigi Porporato di Sampeyre

1831
- Carlo Emanuele Alfieri di Sostegno
- Giovanni Amat Malliano
- Filippo Garretti di Ferrere
- Vittorio Pilo Boyl
- Giovanni Battista d'Oncieux
- Ferdinando I d'Austria
- Giberto Borromeo
- Cesare Ambrogio San Martino d'Agliè di Pont

## Carlo Alberto
Carlo Alberto fu il XXVI gran maestro dell'Ordine.

### Insigniti
1832
- Federico Enrico Augusto, principe reale di Prussia
- Fulco Ruffo di Calabria Santapau, principe di Scilla, consigliere di stato, poi ministro degli affari esteri del regno delle Due Sicilie
- Giuseppe Morozzo Della Rocca, cardinale, vescovo di Novara

1833
- Federico Guglielmo III, re di Prussia
- Antonio Statella, principe di Cassaro, ministro segretario di stato per gli affari esteri del regno delle Due Sicilie, poi presidente del consiglio dei ministri
- Giuseppe Maria Gabriele Galateri di Genola, governatore di Alessandria
- Francesco IV, arciduca d'Austria e duca di Modena
- Michele, granduca di Russia

1835
- Prospero Balbo di Vinadio, ministro di stato, presidente dell'Accademia delle Scienze
- Giorgio Andrea Agnès des Geneys, ammiraglio
- Filippo Paulucci delle Roncole, governatore della divisione di Genova
- Teobaldo Cacherano d'Osasco, luogotenente generale
- Luigi Bianco di Barbania, maggior generale

1836
- Vittorio Emanuele II di Savoia
- Eugenio di Savoia, principe di Carignano, ammiraglio, luogotenente generale del regno
- Giuseppe Benedetto Tornielli di Vergano, viceré e capitano generale di Sardegna

1837
- Leopoldo di Borbone, conte di Siracusa

1838
- Josef Radetzky, conte di Radetz, Comandante generale del regno Lombardo-Veneto

1839
- Ferdinando di Savoia, duca di Genova

1840
- Luigi Fransoni, arcivescovo di Torino
- Giuseppe Maria Montiglio di Ottiglio e Villanova, viceré e capitano generale di Sardegna
- Emanuele Pes, marchese di Villamarina, ministro della Guerra e della Marina
- Annibale Saluzzo di Monesiglio, capo dello Stato Maggiore Generale
- Cesare Saluzzo di Monesiglio, gran mastro d'artiglieria
- Alessandro Saluzzo di Monesiglio, ministro della Guerra
- Leopoldo I, re dei Belgi

1841
- Pietro II, imperatore del Brasile
- Rudolph Joseph von Colloredo-Mansfeld, marchese di Santa Sofia, primo gran mastro dell'imperatore d'Austria, gran scudiere ereditario del regno di Boemia

1842
- Alessandro Vincenzo d'Angennes, arcivescovo di Vercelli
- Paolo Francesco di Sales di Thorens, conte di Sales, ministro di stato
- Ippolito Spinola di Lerma, gran ciambellano
- Ferdinando di Borbone, infante di Spagna, poi Carlo III duca di Parma
- Ranieri, arciduca d'Austria, viceré del Lombardo-Veneto
- Alberto di Sassonia-Coburgo-Gotha, principe di Gran Bretagna e Irlanda

1843
- Federico Augusto, re di Sassonia
- Leopoldo, arciduca d'Austria
- Ernesto, arciduca d'Austria

1844
- Aleksandr Suvorov Rimniskij, principe Italinski, aiutante di campo generale dell'imperatore di Russia

1845
- Ottone, re di Grecia
- Alessandro, Granduca Ereditario di Russia, poi Alessandro II imperatore di Russia
- Aleksej Fëdorovič Orlov, presidente del consiglio dei ministri della Russia

1846
- Giuseppe Maria de Gerbaix, conte di Sonnaz gran cacciatore e gran falconiere
- Rodolphe de Maistre, aiutante di campo di S.M., governatore di Nizza
- Giuseppe Renaud, conte di Falicon, governatore di Novara e poi di Alessandria

1847
- Federico Guglielmo IV, re di Prussia

1848
- Antonio Brignole Sale, marchese di Groppoli, ambasciatore, vicepresidente del senato del regno

## Vittorio Emanuele II
Vittoria Emanuele II fu il XXIV gran maestro dell'Ordine.

### Insigniti
1849
- Luigi Napoleone Bonaparte (poi Napoleone III)
- Francesco, principe consorte di Spagna
- Ferdinando II, re del Portogallo

1850
- Giovanni Nepomuceno (poi Giovanni, re di Sassonia)
- Federico Augusto Alberto di Sassonia (poi Alberto, re di Sassonia)
- Federico di Prussia (poi Federico III, imperatore di Germania e re di Prussia)
- Carlo Maffei di Boglio, generale, comandante la Guardia nazionale, gran maestro d'Artiglieria, senatore del Regno
- Federico Guglielmo, principe reale di Prussia (poi Guglielmo I, re di Prussia poi imperatore di Germania)
- Carlo Giuseppe Beraudo di Pralormo, ministro plenipotenziario, primo segretario di stato per gli affari interni, ministro di stato, senatore
- Pietro Vivaldi Pasqua, duca di San Giovanni, generale, prefetto di palazzo
- Angelo Michele Crotti, dei conti di Costigliole, luogotenente generale, aiutante di campo del re

1853
- Carlo Ferrero della Marmora, luogotenente generale, aiutante di campo del re
- Roberto di Saluzzo, conte di Monesiglio, luogotenente generale, governatore di Nizza

1855
- Giuseppe Sanjust dei conti di San Lorenzo, maggior generale, cavaliere d'onore di Maria Teresa di Toscana, regina di Sardegna
- Leopoldo, principe reale del Belgio (poi Leopoldo II, re del Belgio)
- Pietro V, re del Portogallo
- Luigi, principe ereditario di Portogallo, duca di Oporto (poi Luigi I, re di Portogallo)
- Napoleone Giuseppe Carlo Paolo Bonaparte
- Girolamo Bonaparte

1856
- Camillo Benso, conte di Cavour, presidente del Consiglio dei ministri, ministro degli affari esteri

1857
- Michele, granduca di Russia
- Konstantin Nicolaevič Romanov, granduca di Russia

1858
- Ettore de Gerbaix dei conti di Sonnaz, generale di corpo d'armata, ministro della guerra, senatore del Regno
- Cesare Alfieri di Sostegno, presidente del Senato del Regno
- Alfonso La Marmora, generale (poi presidente del Consiglio dei ministri, ministro degli affari esteri e luogotenente del re)

1859
- Umberto di Savoia, principe di Piemonte (poi Umberto I, re d'Italia)
- Napoleone Giuseppe Carlo Paolo Bonaparte, principe imperiale di Francia
- Nicola, granduca ereditario di Russia
- Alberto Edoardo, principe di Gran Bretagna e Irlanda, principe di Galles (poi Edoardo VII, re del Regno Unito di Gran Bretagna e d'Irlanda, imperatore delle Indie)
- Giovanni Battista Filiberto Vaillant, maresciallo di Francia e senatore dell'Impero francese, ministro della guerra
- Enrico Morozzo Della Rocca, generale di corpo d'armata, primo aiutante di campo del re, senatore del Regno
- Alessandro Colonna Walewski, ministro degli affari esteri (poi ministro dello Stato e presidente della Camera dei deputati), senatore dell'Impero francese
- Achille Baraguey d'Hilliers, maresciallo di Francia, senatore dell'Impero francese
- François Certain de Canrobert, maresciallo di Francia, senatore dell'Impero francese
- Augusto Michele Regnaud di Saint-Jean d'Angely, maresciallo di Francia, senatore dell'Impero francese
- Edmondo Maurizio De Mac-Mahon, duca di Magenta, maresciallo di Francia
- Adolfo Niel, maresciallo di Francia, ministro della guerra
- Aleksandr Michajlovič Gorčakov, ministro degli affari esteri e cancelliere dell'imperatore di Russia
- Jacques Louis Randon, maresciallo di Francia, capo dello stato maggiore francese

1860
- Bettino Ricasoli, governatore generale della Toscana (poi presidente del Consiglio)
- Luigi Carlo Farini, governatore dell'Emilia, ministro segretario di Stato per gli affari interni
- Ruggero Settimo, dei principi di Fitalia, presidente del Senato del Regno
- Giorgio Pallavicino Trivulzio, prefetto di Palermo, senatore del Regno
- Salvatore Pes, marchese di Villamarina, ambasciatore del Regno

1861
- Carlo XV, re di Svezia e Norvegia
- Federico VII, re di Danimarca
- Abdul-Aziz-Khan, imperatore di Turchia

1862
- Oscar Federico, principe reale di Svezia, duca d'Ostrogozia (poi Oscar II, re di Svezia e di Norvegia)
- Amedeo di Savoia, duca d'Aosta (poi Amedeo I, re di Spagna)
- Andrea Charvaz, arcivescovo di Genova
- Nuno José Severo de Mendoça Rolim de Moura Barreto, marchese di Loulé, conte di Val de Reis, gran scudiero del re di Portogallo, presidente del Consiglio dei ministri e ministro degli affari esteri
- Luís António de Abreu e Lima, visconte di Carreira, consigliere del re di Portogallo, maresciallo di campo, ministro degli affari esteri
- Augusto di Braganza, principe di Portogallo, duca di Coimbra
- João Carlos de Saldanha Oliveira e Daun, duca di Saldanha, maresciallo, primo aiutante di campo e gran maestro della Casa del re di Portogallo

1863
- Naser al-Din Shah Qajar, scià di Persia
- Muhammad III al-Sadiq, bey di Tunisi

1864
- Gino Capponi, senatore del Regno
- Cristiano IX di Danimarca
- Federico Guglielmo Luigi, granduca di Baden

1865
- Massimiliano, arciduca d'Austria, imperatore del Messico
- Alessandro, granduca ereditario di Russia (poi Alessandro III, imperatore di Russia)

1866
- Luigi Federico Menabrea, marchese di Valdora, luogotenente generale, primo aiutante di campo del re, presidente del consiglio, ambasciatore, senatore del Regno

1867
- Enrico Cialdini, duca di Gaeta, generale d'armata, ambasciatore, senatore del Regno
- Giuseppe Rossi, generale d'armata, primo aiutante di campo di s.m., senatore del Regno
- Pietro Paleocapa, ministro di stato, senatore del Regno
- Federico Carlo, principe reale di Prussia
- Ottone di Bismarck Schoenhausen, cancelliere dell'Impero di Germania
- Isma'il Pascià, Chedivè d'Egitto
- Urbano Rattazzi, presidente del Consiglio dei ministri, ministro dell'interno
- Giorgio I, re di Grecia

1868
- Alessandro Riccardi di Netro, arcivescovo di Torino
- Gabrio Casati, presidente del Senato del Regno
- Luigi des Ambrois de Nevache, ministro di Stato, presidente del Consiglio di Stato
- Federico Sclopis, conte di Salerano, presidente del Senato del Regno e della Regia accademia delle scienze di Torino, ministro di Stato
- Vincenzo Fardella di Torrearsa, presidente del Senato del Regno
- Roberto de Sauget, generale d'armata, senatore del Regno
- Alessio, granduca di Russia
- Giovanni Durando, aiutante di campo del re, senatore del Regno

1869
- Giorgio II di Sassonia-Meiningen
- Luigi Cibrario, vicepresidente del Senato del Regno, ministro di Stato, primo segretario dell'Ordine dei Santi Maurizio e Lazzaro
- Vladimir Aleksandrovič Romanov, granduca di Russia
- Francesco Giuseppe I, imperatore d'Austria, re d'Ungheria e Boemia
- Luigi II, re di Baviera
- Francesco Arese, ministro di stato, vice presidente del Senato del Regno
- Friedrich Ferdinand von Beust, ministro degli Affari Esteri e della casa dell'Imperatore, cancelliere dell'Impero austro-ungarico

1870
- Federico Francesco II di Meclemburgo-Schwerin
- Giovanni Lanza, presidente del Consiglio dei ministri e ministro segretario di stato per gli Affari interni
- Michelangelo Caetani, duca di Sermoneta, senatore del Regno
- Manuel Ruiz Zorrilla, presidente delle Cortes di Spagna
- Francisco Serrano y Dominquez, duca della Torre, reggente del Regno di Spagna
- Juan Prim, conte di Reus, marchese di Castillejos, presidente del Consiglio dei ministri e ministro della guerra del Regno di Spagna

1871
- Bernardo de Sá Nogueira de Figueiredo, marchese de Sà de Bandeira, ministro degli affari esteri del Regno di Portogallo

1872
- Şehzade Yusuf Izzeddin, principe di Turchia
- Tawfīq Pascià (poi Kedivè d'Egitto)
- Tommaso, secondo duca di Genova

1873
- Hadji Mirza Hussein, Khan già Gran Visir, ministro degli affari esteri dello scià di Persia
- Ludovico Vittorio, arciduca d'Austria
- Carlo Ludovico, arciduca d'Austria
- Alberto, arciduca d'Austria, maresciallo, ispettore generale dell'esercito Austro-Ungarico
- Sigismondo Leopoldo d'Asburgo-Lorena, arciduca d'Austria
- Ranieri Ferdinando d'Asburgo-Lorena, arciduca d'Austria
- Guglielmo, principe reale di Prussia (poi Guglielmo II, imperatore di Germania e re di Prussia)
- Helmuth Karl Bernhard von Moltke, maresciallo generale dell'esercito germanico
- Gyula Andrássy di Csik-Szent Kiraly e Craszakorka, ministro della casa dell'Imperatore d'Austria, presidente del Consiglio dei ministri e ministro degli Affari Esteri, cancelliere dell'Impero
- Carlo, principe ereditario di Portogallo, duca di Braganza (poi Carlo I, re di Portogallo)

1874
- Costantino di Hohenlohe Schillingfurst, consigliere intimo, ciambellano, primo gran maestro della Casa dell'Imperatore d'Austria
- Marco Minghetti, presidente del Consiglio dei ministri e ministro delle Finanze

1875
- Alessandro Adelsberg, aiutante di campo generale dell'Imperatore di Russia
- Nicolò, granduca di Russia
- Enrico di Prussia, principe reale di Prussia
- Edwin Giovanni Carlo Manteuffel, maresciallo generale dell'esercito germanico
- Raffaele De Ferrari, principe di Lucedio, duca di Galliera, senatore del Regno

1876
- António Maria Fontes Pereira de Melo, presidente del Consiglio dei ministri e ministro della Guerra del re di Portogallo
- Cristiano Federico, principe ereditario di Danimarca (poi Federico VIII, re di Danimarca)

## Umberto I
Umberto I fu il XXV gran maestro dell'Ordine.

### Insigniti
1878
- Alfonso XII, re di Spagna
- Agostino Depretis, presidente del Consiglio dei ministri, ministro segretario di stato per gli affari interni
- Sebastiano Tecchio, ministro segretario di stato di grazia e giustizia (poi presidente del Senato del Regno)
- Carlo I, re di Romania

1879
- Oscar Gustavo Adolfo, principe reale di Svezia e Norvegia (poi Gustavo V, re di Svezia)
- Mutsuhito, imperatore del Giappone

1880
- Edoardo de Launay, ambasciatore

1881
- Sergio, granduca di Russia
- Paolo, granduca di Russia
- Rodolfo, arciduca ereditario d'Austria
- Giovanni Napomuceno Salvatore, arciduca d'Austria
- Abdul-Hamid-Khan, imperatore di Turchia

1882
- Carlo I, re del Württemberg
- Takehito Arisugawa, principe del Giappone

1883
- Guglielmo III, re dei Paesi Bassi
- Luitpoldo, principe reale di Baviera
- Luigi Ferdinando, principe reale di Baviera
- Alfonso Maria, principe reale di Baviera
- Vladimir Dolgorukov, governatore generale di Mosca
- Francesco Arnolfo, principe reale di Baviera
- Nicola di Russia, granduca ereditario (poi Nicola II, imperatore di Russia)

1885
- Alberto Vittorio Edoardo, principe di Gran Bretagna e Irlanda, duca di Clarence e Avondale
- Carlo Alessandro, granduca di Sassonia-Weimar

1887
- Vittorio Emanuele di Savoia, principe di Napoli, principe reale ereditario (poi Vittorio Emanuele III, re d'Italia)
- Giacomo Durando, ambasciatore, presidente del Senato del regno
- Benedetto Cairoli (già presidente del Consiglio)
- Giuseppe Pianell, tenente generale, senatore del Regno
- Luigi Nazari di Calabiana, arcivescovo di Milano, senatore del Regno
- Alfredo Ernesto Alberto, principe di Gran Bretagna e Irlanda, duca di Edimburgo

1888
- Francesco Crispi, presidente del Consiglio dei ministri, ministro segretario di stato per gli Affari Interni e ad Interim degli Affari Esteri
- Gustavo Kálnoky de Kőrös-Patak, generale di cavalleria, ministro della Casa dell'Imperatore d'Austria, presidente del Consiglio dei ministri, ministro degli Affari Esteri

1889
- Gioachino Carlo, principe reale di Prussia
- Federico, principe reale di Prussia, reggente del ducato di Brunswick
- Costantino, principe reale di Grecia, Duca di Sparta (poi Costantino I, re di Grecia)

1890
- Emanuele Filiberto di Savoia, duca d'Aosta
- Enrico Cosenz, tenente generale, capo dell'Esercito regio, senatore del Regno
- Giorgio, granduca di Russia
- Nicola, granduca di Russia
- Leo von Caprivi, generale dell'Esercito germanico, ministro di stato del Regno di Prussia, ministro degli Affari Esteri, cancelliere dell'Impero di Germania

1891
- Francesco Ferdinando, arciduca d'Austria
- Valdemaro, principe di Danimarca
- Somdeth Phra Paramindr Maha Chulalongkorn, re del Siam

1892
- Vittorio Emanuele di Savoia-Aosta, conte di Torino
- Giorgio Federico Alberto, principe di Gran Bretagna e Irlanda, principe di Galles, duca di Cornovaglia e di York (poi Giorgio V, re di Gran Bretagna e Irlanda, imperatore delle Indie)
- Domenico Farini, presidente del Senato del Regno
- Costantino Nigra, ambasciatore, senatore del regno
- Cesare Ricotti-Magnani, generale di Corpo d'Armata, senatore del Regno

1893
- Ferdinando, principe di Romania (poi Ferdinando I, re di Romania)
- Luigi Amedeo di Savoia-Aosta, duca degli Abruzzi
- Giorgio, principe di Grecia
- Nicola Petrović Niegos, principe regnante del Montenegro (poi Nicola I, re del Montenegro)
- Alfonso, principe del Portogallo
- Guglielmo II, re del Württemberg

1894
- Federico Francesco III, granduca di Meclemburgo-Schwerin

1895
- Giuseppe Biancheri, ministro della Marina, poi presidente della Camera dei deputati, primo segretario dell'Ordine dei Santi Maurizio e Lazzaro
- Akihito Komatsu, maresciallo e capo di stato maggiore giapponese
- Raffaele Cadorna, tenente generale, senatore del Regno

1896
- Guglielmo di Prussia, principe imperiale di Germania e principe reale di Prussia
- principe Vittorio Napoleone
- Antonio Starabba, marchese di Rudinì, presidente del Consiglio dei ministri, ministro segretario di stato per gli Affari Interni
- Alessandro I, re di Serbia

1897
- Chlodwig, principe di Hohenlohe, di Ratibor e Corvey, cancelliere dell'Impero Germanico, presidente del Ministero di stato di Prussia
- Sommot, principe del Siam
- Ferdinando, principe di Bulgaria (poi Ferdinando I, re dei Bulgari)
- Ernesto Luigi, granduca d'Assia
- Luigi, principe reale di Baviera, principe ereditario (poi Luigi III, re di Baviera)
- Leopoldo, principe reale di Baviera
- Federico di Baden, granduca ereditario (poi Federico II, granduca di Baden)
- Agenore Gołuchowski de Gołuckowo, ministro degli esteri di Austria e Ungheria

1898
- Ottone, arciduca d'Austria

1900
- Giuseppe Saracco, presidente del Senato del Regno
- Yoshihito, principe ereditario del Giappone (poi Yoshihito, imperatore del Giappone)
- Yoshihito Kan-In, principe del Giappone

## Vittorio Emanuele III
Vittoria Emanuele III fu il XXVI gran maestro dell'Ordine.

### Insigniti
1900
- Pietro, granduca di Russia
- Danilo, principe del Montenegro (poi Danilo II del Montenegro)
- Alfonso XIII, re di Spagna